# Microreactor

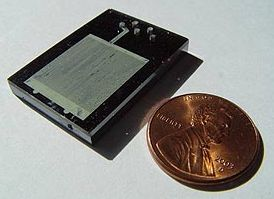
Een microreactor en een munt ter indicatie van de grootte.

Microreactoren vormen een relatief recente nieuwigheid op het vlak van chemische reactietechniek. Dergelijke reactoren zijn niet veel groter dan een luciferdoosje. In het inwendige van zo'n reactor zijn microscopische kanaaltjes aangebracht met een diameter van de orde van 10 tot enkele honderden micrometer, waar de reagentia en reactieproducten doorheen stromen, evenals kanaaltjes voor koeling of opwarming. In een microreactor kunnen de stoffen worden gemengd, gereageerd en/of gescheiden.
Microreactoren werden aanvankelijk ingezet in laboratoriumopstellingen, maar zijn ook geschikt voor de commerciële productie van fijnchemicaliën in kleine tonnages. Ze kunnen een aantrekkelijk alternatief zijn voor de traditionele commerciële productie die volgens een batchproces verloopt. De stap van laboratorium- naar batchproductie vormt een schaalvergroting (scale up) die potentieel problemen met zich meebrengt: de reactieomstandigheden in een batchreactor zijn anders dan in een kleine laboratoriumopstelling. Met microreactoren vervalt dit: om de productie te verhogen zet men gewoon meer microreactoren in parallel (numbering up). Omdat microreactoren continu werken, leveren ze ook een constante productkwaliteit.
Microreactoren zijn vooral geschikt voor reacties die snel verlopen en voor reacties die moeilijk beheersbaar zijn:
- zeer endotherme of exotherme reacties
- reacties bij lage temperatuur
- reacties met instabiele tussenproducten
- reacties met gevaarlijke producten, zoals zeer agressieve of explosiegevaarlijke stoffen
- reacties met geringe selectiviteit of geringe opbrengst.

De verblijftijd in een microreactor is zeer kort en de hoeveelheid van de reagentia in een microreactor is zodanig klein dat er geen gevaar op explosie is, en de warmtewisseling (koeling/verwarming) kan veel nauwkeuriger gestuurd worden dan in een grote reactor. De contacttijd tussen de reagentia is kort, zodat nevenreacties vermeden worden en de kwaliteit van het product hoger is dan bij productie in batch.
Nadelen van microreactoren zijn:
- hoge stukprijs: de reactoren zijn precisie-instrumenten die meestal specifiek voor een bepaalde taak geconstrueerd moeten worden. Deze kost wordt echter gecompenseerd door de lagere bedrijfskosten (procesvereenvoudiging) en door het wegvallen van de scale-upkosten bij overgang van labo- naar productieschaal. Er wordt ook gestreefd naar standaardisatie en modulaire opbouw van microreactorsystemen;
- niet geschikt voor reacties die langzaam verlopen;
- de microkanalen kunnen blokkeren door afzettingen van vaste nevenproducten. Dichtgelaste of gelijmde reactoren zijn moeilijk of niet te reinigen;
- de nabehandeling (scheiding) van de reactieproducten moet nog steeds gebeuren volgens de traditionele methoden. Door de hogere kwaliteit ervan kan dit in principe wel vereenvoudigd worden.

De doorvoer van een microreactor ligt tussen 2 µl/min en enkele tientallen liters per uur. Ze zijn inzetbaar voor productievolumes in de orde van enkele tientallen ton per jaar (in parallelschakeling), en worden gebruikt voor de synthese van speciale chemicaliën, voornamelijk in de farmaceutische nijverheid en de fijnchemie.
Naar schatting waren er in 2006 wereldwijd 30 à 40 productie-installaties op basis van microreactoren in bedrijf.